# Especialización
Especialización es el proceso por el que un individuo, colectivo o institución se centra en una actividad concreta o en un ámbito intelectual restringido en vez de abarcar la totalidad de las actividades posibles o la totalidad del conocimiento. Tales actividades o ámbitos restringidos se denominan especialidades. El que ha conseguido una especialización se denomina especialista. Lo opuesto a la especialización son las actividades o conocimientos generalistas.
Visto desde otro punto de vista, la especialización puede hacer referencia al número de actividades o tareas que un individuo realiza dentro de su actividad laboral, a mayor número de tareas, menos especialización tiene ya que nada sirve.

## De las especies
También se aplica el concepto a las especies en la evolución biológica, siendo una de las adaptaciones biológicas más comunes, o a la diferenciación celular.

## De la economía
Aplicada a la actividad económica, la especialización da lugar a la división del trabajo.

## Del conocimiento
Aplicada al ámbito intelectual, la especialización da lugar a la división del conocimiento en asignaturas o disciplinas científicas (por ejemplo, la que se hizo en las escuelas palatinas carolingias con el trivium y el quadrivium y la posterior de la universidad medieval en "facultades"). La consideración global del humanismo renacentista sobre el mundo y el hombre dio paso con la revolución científica del siglo XVII a la subdivisión cada vez más matizada de los campos científicos, que en la época de los enciclopedistas (mediados del siglo XVIII) ya era tan abrumadora que justificó su propio trabajo de integración. Ya en el siglo XIX fue imposible la existencia de sabios universales; posiblemente el último al que pueda darse ese título fuera Alexander von Humboldt.
La especialización trae como consecuencia un aumento de la capacidad de profundizar en el conocimiento, pero también una pérdida de la perspectiva de conjunto (holística o integradora), y un alejamiento de los lenguajes e intereses de cada uno de los campos especializados, que pueden terminar por convertirse en no integrables entre sí. El denominado debate de las dos culturas se refiere al alejamiento de las denominadas ciencias y letras.
Se ha intentado expresar la tragedia de la especialización con una frase ingeniosa: saber cada vez más sobre cada vez menos termina sabiéndolo absolutamente todo acerca de absolutamente nada. En cambio, la perspectiva contraria cuenta con un refrán clásico: aprendiz de todo, maestro de nada.
En algunos países las Especializaciones son títulos de posgrado. La Ley de Educación Superior de la República Argentina, por ejemplo, reconoce a las Especializaciones como un tipo de carrera de posgrado, junto con las Maestrías y Doctorados. La Especialización tiene por objeto profundizar en el dominio de un tema o área determinada dentro de un campo profesional o de diferentes profesiones. El Egresado posee el título de “Especialista”, con especificación de la profesión o campo de aplicación.